# 성건
성건(成健, 1438년~1495년 2월 3일)은 조선 전기의 문신이다. 본관은 창녕(昌寧), 자는 자강(自强)이다. 성순조(成順祖)의 3남이다.
1462년(세조 8) 사마시(司馬試)에 합격했으며, 1468년(세조 14) 문과에 급제해 전적(典籍)에 제수되었다.
1475년(성종 6) 지평(持平)으로 임명되었는데, 이듬해 여러 차례 한명회(韓明澮)를 탄핵했으나 허락되지 않았다.
1479년(성종 10) 5월 장령(掌令)으로 임명되었으나, 윤10월 류인호(柳仁濠)와 함께 폐비(廢妃)의 일을 아뢰었으므로 사도시첨정(司䆃寺僉正)으로 체직되었다.
1482년(성종 13) 집의(執義)로 임명되었다가 다음날 전한(典翰)으로 체직되었으며, 이듬해 10월 홍문관부제학(弘文館副提學), 11월 동부승지(同副承旨), 또 그 이듬해 6월 우부승지(右副承旨), 8월 좌부승지(左副承旨), 9월 우승지(右承旨), 10월 좌승지(左承旨), 1486년(성종 17) 1월 도승지(都承旨)를 거쳤다.
5월 경기도도관찰사(京畿道都觀察使)로 나갔는데, 이듬해 3월 호조판서(戶曹判書) 이덕량(李德良)과 함께 대부도(大部島)·보음도(甫音島)에 둔전 두는 방법을 아뢰었다.
내직으로 들어와 5월 23일 병조참판(兵曹參判), 5월 28일 예조참판(禮曹參判), 8월 대사헌(大司憲), 11월 첨지중추부사(僉知中樞府事)를 거쳤다.
1488년(성종 19) 명에 사은사(謝恩使)로 다녀왔으며, 이듬해 공조판서(工曹判書)로 승진했는데, 또 그 이듬해 사직을 청했으나 허락되지 않았다.
1491년(성종 22) 2월 형조판서(刑曹判書), 4월 우참찬(右參贊), 6월 이조판서(吏曹判書), 12월 예조판서(禮曹判書), 이듬해 지중추부사(知中樞府事)를 거쳐 또 그 이듬해 다시 형조판서로 임명되었다.
이 무렵 숙질이 있었는데, 1494년(성종 25) 성종(成宗)의 상 때 몸을 상하게 할 정도로 애통해했으므로, 병이 심해져 이듬해 향년 58세로 타계했다.
시호는 문혜(文惠)이다.

## 가족 관계
- 증조 - 성석인(成石因, ?~1414년): 예조판서(禮曹判書), 증(贈) 우찬성(右贊成), 정평공(靖平公)
  - 조부 - 성엄(成揜): 동지중추원사(同知中樞院使), 증 영의정(領議政), 공도공(恭度公)
    - 아버지 - 성순조(成順祖): 동지중추부사(同知中樞府事)
    - 어머니 - 동지총제(同知摠制) 이란(李蘭, ?~1428년)의 딸[4]
      - 형 - 성숙(成俶): 첨지중추부사(僉知中樞府事)
      - 형 - 성준(成俊, 1436년~1504년): 영의정, 명숙공(明肅公), 갑자사화로 교살
      - 부인 - 공조참의(工曹參議) 한전(韓磌, ?~1447년)의 딸[1]

※자녀가 없었다.